# NGC 1930
NGC 1930 је спирална галаксија у сазвежђу Сликар која се налази на NGC листи објеката дубоког неба.
Деклинација објекта је - 46° 43' 42" а ректасцензија 5h 25m 56,6s. Привидна величина (магнитуда) објекта NGC 1930 износи 12,4 а фотографска магнитуда 13,4. Налази се на удаљености од 47,340 милиона парсека од Сунца. NGC 1930 је још познат и под ознакама ESO 253-4, PGC 17276.